# 氢OS
氢OS（H2 OS）是中国智能手机制造商一加为旗下智能手机开发的Android操作系统的定制版本（替代使用者介面）。另一个专为海外市场开发的版本是“Oxygen OS”，一般中文名直譯為「氧OS」，不過實際上無論氫OS還是Oxygen OS，使用的Linux內核和驅動程式模組是相同的，而兩者目前已合并至同一套Android框架中。

## 版本歷史
最初一加科技與Cyanogen Inc.合作推出的一加手機，海外版採用的是Cyanogen OS，中國版採用的是母公司OPPO的ColorOS。往後一加為擺脫對Color OS的依賴而推出氫OS的開發計劃，但是直接使氫OS/Oxygen OS被提上商用日程的，是由於一加科技與Cyanogen Inc.的合作終止，這樣一來一加日後推出的Android智慧型手機便不能繼續搭載Cyanogen OS，而需要一款自己定製的Android。

### 早期版本
2015年一加科技推出的一加手機2，中國版便預載了第一個公開正式版本的氫OS，而海外版則是預載Oxygen OS，均基於Android 5.0訂製，儘管使用的Linux內核相同，但對Android框架的客製程度不一。
氫OS對使用者介面主題、預設系統應用程式等做了大量訂製工作（像是常規的主頁、簡訊、撥號及通訊錄、電子郵件客戶端、便利貼、錄音、圖庫、相機及錄影、天氣資訊、瀏覽器、輸入法等，部分由第三方協力廠商提供，像是由百度提供的中文輸入法一加專版等），為適應中國大陸使用者習慣為主。而最初正式版的Oxygen OS也幾乎與AOSP無異，但預載了Google行動服務（包括圖庫、日曆、Google鍵盤、Google Play商店等）、自行設計的相機及錄影應用程式。以氫OS而言，功能性相較於當時中國大陸廠商的客製Android來說較為簡陋，不過，主頁的「資訊」頁功能（俗稱「負一屏」），則是當時少有的新穎設計，這個主頁設計也用在Oxygen OS上。
2016年推出的氫OS 2.0，基於Android 6.0訂製，在第一版正式版的基礎上繼續增加了生活服務、地圖（由高德提供）、線上音樂服務（由網易提供）、簡訊票券識別、應用程式權限控制、應用程式背景運作限制、Waves MaxxAudio、熒幕手勢等功能，相機的功能也進一步強化（像是手動模式、RAW輸出），使用者介面也有修改，可選用的主題也更多（包括竹質、碳纖維、黑岩砂、酸枝、暗色等）
Oxygen OS相對而言新增功能較少，但也有少量跟進氫OS的功能更新（像是應用程式權限控制、App開機自啟動控制、熒幕手勢、耳機音效設定、暗色主題等），另外還新增SwiftKey鍵盤。

### 氫OS與Oxygen OS的合併
在2016年9月3日的采访中，XDA Developers透露，一加有意使氢OS和Oxygen OS盡可能使用同一套Android框架，以降低開發維護成本、盡可能統一使用者的使用體驗。隨後的氫OS 2.5中，原先高度客製的使用者介面被改為與Oxygen OS相同的AOSP原生設計，開始內建基本Google服務框架以供部分應用程式取用；一些在Oxygen OS內地預設系統應用程式也有與氫OS合併（包括檔案管理、天氣資訊、錄音、圖庫等）
2016年12月31日開始，一加通過OTA向一加3/3T使用者推送均基於Android 7.0的Oxygen OS 4.0以及氫OS 2.5正式版更新。至目前最新正式版韌體中，已新增快捷支付（會自動識別已安裝的行動支付應用程式）、遊戲免打擾、簡訊驗證碼識別等新功能（非AOSP原生支援）。在2017年9月末為一加3/3T推播了Oxygen OS 4.5正式版，新增黑白閱讀模式、應用程式多開、柔和色彩模式、DCI-P3色彩模式（目前暫時為隱藏選項，需要第三方工具開啟）等功能，除了硬體所限制的功能外基本與一加5接近。
2017年9月開始，一加公佈了基於Android 8.0的氫OS和Oxygen OS。10月中，一加在一加3/3T的測試版韌體更新頻道上釋出了基於Android 8.0的Oxygen OS Open Beta 16/25版。11月推送了適用於一加3/3T的基於Android 8.0的Oxygen OS 5.0，然而氫OS暫時沒能同步更新（一些第三方提供的應用程式未能適應Android 8.0所致），一加表示一加手機5和稍後發表的5T將於2018年2月獲得正式版Android 8.0更新，是為中國大陸第一個使用Android 8.0的手機廠商。OnePlus還表示現有的OnePlus 3/3T/5在未來依舊可獲得韌體更新，有望在2018年升級至Android 8.1。
2019年9月21日，一加宣布为一加7和7 Pro將搭載基于Android 10的OxygenOS 10.0版。

### 二者与ColorOS的合併
2021年7月，一加宣佈将氢OS、OxygenOS与OPPO的ColorOS合并，并于此后为多款机型发布正式版与测试版本固件。 
2022年2月，一加宣布OnePlus 8、8 Pro以及8T可以嘗鮮OxygenOS 12 公测版本，部分設定系統介面已經替換成了與ColorOS相似的介面。
2022年3月，OxygenOS和ColorOS保持獨立，合併系統的計畫取消，未來系統雙方都將共用系統代碼來簡化開發流程。
2022年9月，一加宣布OnePlus 10、10 Pro可以嘗鮮OxygenOS 13 公测版本，該版本中所有介面和設計都已經和此前推出的ColorOS 13很相似。 

### 不足和問題
氫OS的一個最大不足是缺乏雲端同步服務，這一點在中國大陸尤為使用者詬病，因為海外使用的Oxygen OS可通過預載的Google行動服務來彌補這個缺陷，而這個服務套件在中國大陸長時間處於不可用的狀態。目前氢OS已经带有一加云服务，可以同步信息、联系人、通话记录等，并包含5GB的相册备份空间，查找手机服务正在内测。
而另一個不足之處是舊款機種的系統更新服務不及時，在一加手機2、一加手機X上尤為突出（儘管氫OS對於一加手機初代的跟進更新也很緩慢，但是其主要由Cyanogen Inc.負責更新服務）。不過自一加3/3T開始有所改善。目前一加已经提出并实施软件产品维护升级计划 ，具体内容为：一加官方提供产品发布后为期2年的软件更新维护，包括新功能、Android版本更新、Android安全更新和系统Bug的修复等；2年正常软件维护更新期满后，提供延长1年的Android安全补丁升级，频率为两个月一次。这个计划适用产品范围为一加3至一加6中所有的所有产品。
再一個不足是AOSP原生取向的使用者介面設計，一方面可能適合於追求純粹的使用者，但更多的是被批評缺乏使用者介面設計特色，不過由於氫OS主要在中國大陸發售的裝置上使用，與中國大陸其它廠商的客製使用者界面（不少還模仿iOS的）相比依舊顯得較為另類。
2017年8月份，OnePlus OOS內有個名為「GPIO Switch」的系統組件被Google Play安全防護誤判為惡意程式，並且有使用者聽從建議移除而導致手機工作不正常的情況。OnePlus隨後與Google Play方面聯絡溝通修復了這個誤判，並表示沒有隱私和安全方面的疑慮。
此外有開發者發現，OnePlus此前向OnePlus 3/3T推播的Android 8.0更新並不是完整的，因為缺乏Project Treble的支援（一個明顯的標誌是 /system 和 /vendor 存儲區分割沒有分離），OnePlus隨後承認了這一點，表示目前至Android 8.1這段時間內未有計劃支援Treble，但會保證現有的機型都能獲得最新的Android版本更新，不排除未來升級支援的可能性。目前一加5/5T正逐步通过软件更新的方式使产品支持Project Treble，並在最新的測試版本中提供了支持。

### 隱私疑慮
2017年10月，有開發人員發現OnePlus的原廠韌體Oxygen OS內，一個附屬於「一加系統服務」下名為「Device Manager Services」的服務會收集詳細的、甚至並不具備匿名性的資訊並加密發送至一加的伺服器上，這些開發人員已將此情況回報給Oneplus，還表示使用者可通過ADB或root權限移除這個服務，不影響手機的正常使用。一加隨後承認並發表聲明，表示這樣做是為了幫助韌體開發，不與第三方透露，日後會在Oxygen OS的更新中修改系統資訊分析機制（像是在首次開機設定中提示詢問使用者是否加入使用者體驗改進計劃等），停止並不再收集不具匿名性的資料。